# Ducato di Lorena
La Lorena (francese Lorraine, [lɔʁɛn]; tedesco Lothringen), in origine Alta Lorena (Haute-Lorraine; Oberlothringen), era un ducato grosso modo corrispondente con l'attuale regione della Lorena nel nord est della Francia. Parti dell'ex ducato sono ora parti anche del Belgio, Lussemburgo e Germania. La capitale storica era Nancy. Altri centri importanti erano Metz, Verdun ed Épinal.

## Storia
La Lorena divenne originariamente un regno indipendente, creato nell'843, quando il Sacro Romano Impero venne spartito tra i tre figli di Ludovico il Pio. Nella spartizione a Lotario toccò, tra le altre, questa striscia di terra posta tra le attuali Francia e Germania e perciò dal suo nome, l'area divenne nota come Lotaringia o, in seguito, Lorena (da cui in tedesco Lothringen e in francese Lorraine).
Nel 959, i ducati vennero divisi in Alta e Bassa Lorena, alla morte del Duca Bruno. L'Alta Lorena venne dapprima denominata Ducato della Mosella. L'uso di Lotharingia Superioris e Lorena nei documenti ufficiali fu successivo, attorno al XV secolo. Gradualmente i duchi della Mosella divennero noti con il titolo di duchi di Lorena, dal momento che il significato del ducato della Bassa Lorena era decaduto dall'XI secolo.
Nel corso del XV secolo il Ducato di Lorena venne ereditato dagli ultimi esponenti della casata Angioina; la figlia dell'ultimo duca angioino, Iolanda d'Angiò, lasciò la Lorena ai Duchi di Bar, a loro volta discendenti da una casata lorenese precedente. Da quel momento in poi i Duchi di Lorena, il cui ducato semi-indipendente continuava formalmente a fare parte del Sacro Romano Impero, vennero sempre più coinvolti nella politica della Francia, che mirava ad espandersi verso oriente e quindi cercava di annettersi tutti i principati esistenti sulla riva sinistra del Reno. La Lorena in particolare iniziò a sentire la pressione dei potenti vicini a partire dall'annessione nel 1552, da parte di Enrico II di Francia dei Tre Vescovadi appartenenti alle Diocesi di Toul, Verdun, e Metz, che in pratica si trovavano come delle enclavi francesi nel mezzo del territorio lorenese. Nella seconda metà del XVI secolo fu un ramo collaterale della casa di Lorena, la casa di Guisa, a partecipare in maniera molto attiva alle guerre di religione che sconvolsero la Francia.

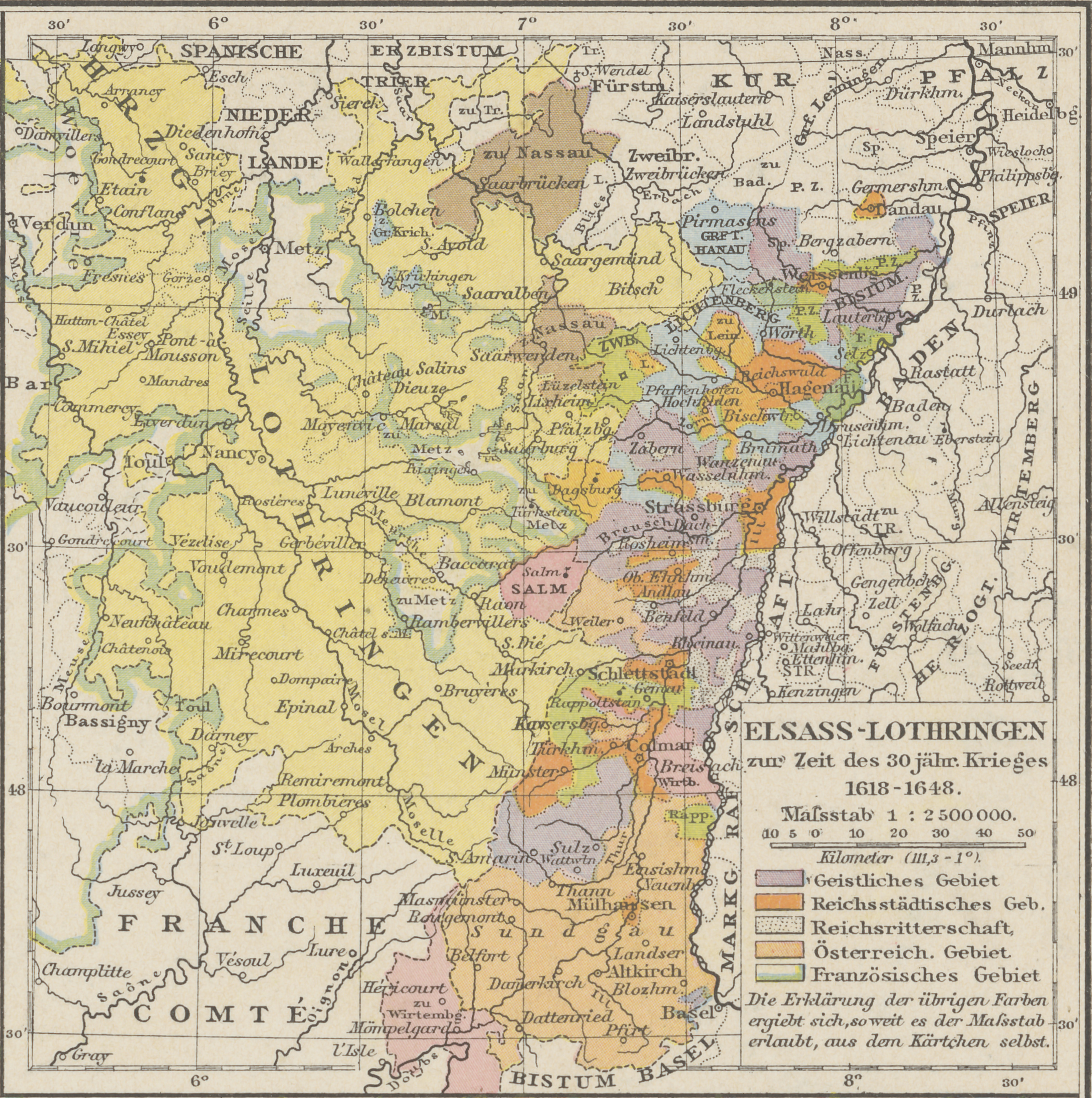
Il Ducato di Lorena durante la Guerra dei Trent'anni (1618-1648)

Durante il XVII secolo il Ducato lorenese divenne una pedina sempre più importante nella lotta tra la casa di Francia e quella d'Austria. I re di Francia occuparono più volte la Lorena, che divenne per loro un territorio sempre più indispensabile per avere un collegamento più diretto con l'Alsazia e quindi con il Reno. In particolare la Lorena, dopo essersi schierata con l'Imperatore durante la Guerra dei Trent'anni, venne occupata dalla Francia a partire dal 1641. Nel 1670, nel corso della Guerra d'Olanda, venne nuovamente invasa dalla Francia, obbligando il duca Carlo IV a recarsi in esilio a Vienna. I francesi continuarono ad occupare la Lorena per i trent'anni successivi, per poi riconsegnarla all'erede di Carlo, con il Trattato di Ryswick, che concluse la Guerra dei Nove anni nel 1697.
Il Ducato venne nuovamente occupato dalla Francia durante la Guerra di Successione Spagnola (1701-1714), anche se il duca Leopoldo Giuseppe continuò a regnare formalmente. Il figlio di Leopoldo e suo successore, Francesco Stefano, venne obbligato a rinunciare al Ducato nel 1737, dopo la Guerra di Successione polacca, ottenendo però in cambio il Granducato di Toscana.
Francesco Stefano aveva sposato l'Arciduchessa Maria Teresa d'Asburgo, figlia ed erede di Carlo VI d'Asburgo, ma la Francia avrebbe approvato il matrimonio senza ulteriori scontri, solo se Francesco Stefano avesse rinunciato alla Lorena. Il risultato della loro unione fu la nascita della casata imperiale degli Asburgo-Lorena.
A rimpiazzare Francesco Stefano, al Trattato di Lunéville, fu l'ultimo Duca di Lorena, Stanislao Leszczynski, formalmente ex Re di Polonia, suocero di Luigi XV di Francia, che intendeva lasciare i propri domini alla corona francese alla sua morte. Con la morte di Stanislao nel 1766, la Lorena venne annessa al resto della Francia e nello stesso anno venne istituzionalizzata nello stato francese, costituendo una provincia con l'assorbimento delle ex exclaves francesi di Thionville, Rambervilleres, Damvilleres, Marville, Chauvency.
La Lorena, con l'Alsazia, fu uno dei territori più contesi tra Francia e Germania, che la occupò a tappe tra il XVI ed il XVII secolo.

## Ripartizione amministrativa
Prima della sua annessione alla Francia nel 1766 il Ducato di Lorena era suddiviso amministrativamente in baliaggi. Fino alla riforma amministrativa del 1751 il ducato era suddiviso in quattro "Grandi baliaggi" a loro volta costituiti da "prevosture".
Nella Lorena di idioma francese i baliaggi erano:
- 1.-Nancy (capitale) con dodici prevosture, tra cui 
  - principato di Gondreville (feudo francese dei duchi d'Elboeuf)
  - marchesato di Blainville
  - marchesato di Gerbevilleres, infeudato a Camille Lambertye, (1737-1770)
  - marchesato di Pont-à-Mousson, sede universitaria

- 2.- Vosges: costituito da undici prevosture tra cui la signoria di Miracourt (capoluogo), Epinal
  - principato di Commency (annesso dalla Francia nel 1727)

- 3.- contea di Luneville (residenza sovrana), baliaggio costituito nel 1698 dalle prevosture di
  - Luneville, Einville, Azerailles,
  - contea di Blamont (feudo imperiale, Blankenberg, 1499), Deneuvre,
  - Badonviller con il protettorato sulla contea di Salm.

La Lorena con idioma a maggioranza tedesca aveva il baliaggio di:
- 4.- Dieuze o d'Allemagne (Alta Lorena): con 16 prevosture di 
  - Dieuze, signoria di Dordhal, castellania di Haboudange, baronia di Kerprich, baronia di Bidestroff
  - Sarreguemines, Metzingen
  - Insming, contea di Bitche (piazzaforte), Boulay, Bouquenom, Bouzonville, Rorbach, Rening;
  - contea di Morhange, Sareick;
  - principato di Lixheim, bar. Hering;
  - sig. Fenetrange, St. Avoid, Sarralbe, Sarverden Schombourg, Siersberg,
  - contea di Forbach (c. von Leiningen Westerburg (Linange), condominio),
  - contea di Falkenstein (feudo imperiale nel Palatinato, dal 1737 all'Austria),
  - marchesato di Falquemont,
  - contea di Sarrewerden,
  - signoria di Charleroi (feudo francese),
  - signoria di Longwy

Vi erano poi i cosiddetti "Piccoli baliaggi" con sedi nei centri di Chatel, marchesato di Nomeny (feudo imperiale con voto al Reichstag fino al 1764), lasciato come titolo onorifico feudale agli Asburgo, Bassigny (Vancoulers) con il principato di Vaudémont e Vezelise Epinal, St. Diè, Bruyeres; Barrois: Etain, St. Thiebaut, Ducato di Bar (feudo francese), Gondrecourt.
Infine nel 1748 furono costituiti alcuni governi particolari: Bar, St. Mihiel, Dieuze, Pont a Mousson, c. Bitche, Neufchateau, sig. Mirecourt.